# ドラゴンボールZ Ultimate Battle 22
『ドラゴンボールZ Ultimate Battle 22』（ドラゴンボールゼット アルティメットバトル トゥエンティツー）は、1995年7月28日にバンダイから発売されたPlayStation用対戦型格闘ゲームである。

## 概要
鳥山明原作のアニメ『ドラゴンボールZ』を題材とした対戦型格闘ゲーム。システムやキャラクターの技名などは、超武闘伝シリーズのものを多く受け継いでいる。
キャラクターのグラフィックはドット絵ではなくセル画取り込み、また背景がポリゴンで表現され疑似3D化している。対戦時にムービーでキャラクターが会話し、特定の組み合わせだとスペシャルグラフィックが見られる。
人造人間は気を溜められない、一部のキャラクターは舞空術・ダッシュができない、サングラス（状のもの）を着用したキャラクターは太陽拳の目くらましからの復活が早い、などの原作を尊重した個性分けがなされている。
当時放送されたテレビCMでは孫悟空もしくは孫悟飯が強化されたクリリンの強さに驚き、クリリンが「鍛えてますから…」（後に「まだまだですよ…」）とほくそえみながらゲームをしているというものだった。
開発当初は『ドラゴンボールZ プレイステーション版 超武闘伝』と紹介されていた。
初期出荷版にはドラゴン鈴木特製「スペシャルデータメモリーカード」プレゼントキャンペーンの用紙が封入され、200名に抽選で配布された。

## 基本操作とシステム
十字キーとパンチ（□）・キック（×）・光弾（○）・舞空術（△）で構成されている。L1ボタンとR1ボタンで各方向にダッシュ可能。
体力ゲージのほかに気力ゲージが存在し、エネルギー弾や光弾系必殺技を使用する際には一定の気力ゲージを必要とする。気力ゲージがなくなるとフラフラになる。□ボタンか×ボタンか○ボタンを押し続けると回復が可能。

### 応用操作や防御法など
組み技
相手が近くにいるときに←or→+□
バックステップ
十字キーを後ろの方向2連打。
光弾弾き
光弾が接近してきた時□ボタンと×ボタン。
衝撃波、バリアー
十字キー↓左下←+○。気を消費して光弾をかき消すことができる。

## ゲーム内容
1P VS CPU
22人のCPUと戦うモード、特定の条件（ノーコンティニュー、または体力を一定以上残して勝利）を満たすと5人の隠しキャラクターと闘うこともできる。
全てのキャラクターを倒すと見られるエンディングでは、難易度とコンティニューの有無によりグラフィックが追加される。
1P VS 2P
対戦モード。
天下一武道会
16人の戦士（最大8人までのキャラクターの操作が可能で、残りはCPUが操作）が優勝を目指し闘うモード。
BUILD UP（ビルドアップ）
闘わせることによりキャラクターを育成できる。闘い方によって成長の仕方が変化する。
また、ゲーム『ドラゴンボール FINAL BOUT』にデータを引き継ぐことも可能である。
BUILD UP BATTLE（ビルド アップ バトル）
育成したキャラクター同士で闘えるモード。
OPTION（オプション）
ゲームの難易度、アニメムービーの有無などの設定をすることができる。

## 操作キャラクター
- 孫悟空（声：野沢雅子）
- 少年孫悟飯（声：野沢雅子）
- グレートサイヤマン（声：野沢雅子）
- 孫悟天（声：野沢雅子）
- 凶戦士ベジータ（声：堀川亮）
- TRUNKS（声：草尾毅）
- トランクス（声：草尾毅）
- ピッコロ（声：古川登志夫）
- クリリン（声：田中真弓）
- 天津飯（声：鈴置洋孝）
- ゴテンクス（声：野沢雅子&草尾毅）
- 界王神（声：三ツ矢雄二）
- ザーボン（声：速水奨）
- リクーム（声：内海賢二）
- ギニュー隊長（声：堀秀行）
- フリーザ（声：中尾隆聖）
- 人造人間18号（声：伊藤美紀）
- 人造人間16号（声：緑川光）
- セル（声：若本規夫）
- ダーブラ（声：大友龍三郎）
- 魔人ブウ（声：塩屋浩三）
- 超ブウ（声：塩屋浩三）

以下の5人は隠しキャラクターとして登場する。ゲームのタイトル画面で隠しコマンドを入力することで使用可能になる。なお、その際にタイトル画面の表示が「Ultimate Battle 22」から「Ultimate Battle 27」に変化する。
- 超サイヤ人3孫悟空（声：野沢雅子）
- ゴジータ（声：野沢雅子&堀川亮）
- 少年孫悟空（声：野沢雅子）
- 亀仙人（声：宮内幸平）
- ミスターサタン（声：郷里大輔）

### その他の登場人物
- アナウンサー（声：鈴置洋孝）
- ウーロン（声：龍田直樹）
- プーアル（声：渡辺菜生子）

## 関連書籍
ドラゴンボールZ Ultimate Battle 22（Vジャンプ ゲームブックスシリーズ）
攻略本。各キャラクターの解説、コマンド入力のコツなどを解説している。袋とじには5人の隠しキャラクターの情報も記載されている。